# هايلي ويليامز
هايلي ويليامز (Hayley Williams) هي المغنية الرئيسية في فرقة Paramore (ولدت في 27 ديسمبر 1988 ) بدأت نشاطها في 2003 وفي عام 2004 أسست فرقة paramore بمساعدة Josh Farro و Zac Farro و Jeremy Davis

## النشأة
ولدت هايلي ويليامز إلى جوي وكريستي وليامز، في ميريديان، ميسيسيبي . لديها أختان نصف الأصغر سنا. ونتيجة ولايديها المطلقين في عام 2002، انتقل وليامزالى فرانكلين في ولاية تينيسي . والتقت أعضاء الفرقة السابق جوش و زاك فارو في مدرستها الجديدة. في حين لا يزال في المدرسة حاولت الخروج لمحلية دغر الفرقة غطاء ، مصنع، حيث التقت جيريمي ديفيز .

## روابط خارجية
- هايلي ويليامز على موقع IMDb (الإنجليزية)
- هايلي ويليامز على موقع روتن توميتوز (الإنجليزية)
- هايلي ويليامز على موقع ميوزك برينز (الإنجليزية)
- هايلي ويليامز على موقع رولينغ ستون (الإنجليزية)
- هايلي ويليامز على موقع إن إن دي بي (الإنجليزية)
- هايلي ويليامز على موقع أول ميوزيك (الإنجليزية)
- هايلي ويليامز على موقع ديسكوغز (الإنجليزية)